# Internazionali di Tennis Castel del Monte 2013
Gli Internazionali di Tennis Castel del Monte 2013 sono stati un torneo di tennis facente parte della categoria ATP Challenger Tour nell'ambito dell'ATP Challenger Tour 2013. È stata la 1ª edizione del torneo che si è giocato a Andria in Italia dal 18 al novembre 2013 su campi in cemento indoor e aveva un montepremi di €30,000+H.

## Partecipanti singolare

### Teste di serie
| Nazionalità | Giocatore               | Ranking* | Testa di serie |
| ----------- | ----------------------- | -------- | -------------- |
| Italia      | Paolo Lorenzi           | 100      | 1              |
| Austria     | Andreas Haider-Maurer   | 112      | 2              |
| Germania    | Dustin Brown            | 120      | 3              |
| Canada      | Frank Dancevic          | 131      | 4              |
| Italia      | Matteo Viola            | 137      | 5              |
| Spagna      | Daniel Muñoz de la Nava | 173      | 6              |
| Italia      | Thomas Fabbiano         | 185      | 7              |
| Rep. Ceca   | Jan Mertl               | 201      | 8              |

- Ranking all'11 novembre 2013.

### Altri partecipanti
Giocatori che hanno ricevuto una wild card:
- Alessandro Giannessi
- Matteo Donati
- Riccardo Ghedin
- Claudio Grassi

Giocatori che sono passati dalle qualificazioni:
- Alexander Ritschard
- Andriej Kapaś
- Louk Sorensen
- Elias Ymer

Giocatori che hanno ricevuto un entry come alternate:
- Alessandro Bega

## Vincitori

### Singolare
Márton Fucsovics ha battuto in finale  Dustin Brown con il punteggio di 6–3, 6–4.

### Doppio
Philipp Oswald /  Andreas Siljeström hanno battuto in finale  Alessandro Motti /  Goran Tošić con il punteggio di 6–2, 6–3.